# Winter Sports 2012: Feel the Spirit
Winter Sports 2012: Feel the Spirit est un jeu vidéo de sport développé par Independent Arts et édité par dtp entertainment, sorti en 2011 sur Windows, Wii et Nintendo 3DS.

## Accueil
- Jeuxvideo.com : 5/20 (Wii, PC)[1] - 7/20 (3DS)[2]